# Banco di Giro
Banco di Giro (Banco del Ziro) – bank powstały w Wenecji 3 maja 1619 roku. Powstanie banku kontrolowanego przez Republikę Wenecką było odpowiedzią na wcześniejsze bankructwa kilku banków prywatnych. Swoją siedzibę miał przy Rialto. Banco di Giro działał także po 12 maja 1797 roku, kiedy to przeszedł pod zarząd Austrii. Bank zamknął swoje podwoje w 1811 roku.